# Joan Oncina i Espí
Joan Oncina i Espí (Barcelona, 15 d'abril de 1921 - Barcelona, 29 de desembre de 2009) fou un tenor català.

## Biografia
Començà els seus estudis vocals amb Mercè Capsir i posteriorment perfeccionà el seu estil a Milà amb Oltrabella. Va fer el seu debut al Liceu de Barcelona, com Des Grieux a Manon, el 1946. El mateix any va fer el seu debut italià a Bolonya, com Almaviva a Il barbiere di Siviglia. Va aparèixer el 1949, com Paolino en Il matrimonio segreto, a París, i en L'osteria portoghese de Cherubini i Armide de Lully a Florència.
S'especialitzà en papers de Donizetti i Rossini i n'interpretà alguns al Festival de Glyndebourne, on es destacà sobretot en Le Comte Ory i La cenerentola, que enregistrà. Aquest festival fou un punt d'inflexió en la seva carrera des del 1952 fins a 1961. Més tard cantà també papers verdians. Gairebé tota la seva carrera artística es va desenvolupar fora de Catalunya, excepte algunes actuacions a Barcelona.
A part de Rossini, també es va destacar en l'òpera de Cimarosa i Paisiello. Altres papers notables van ser: Don Ottavio a Don Giovanni, Nemorino a L'elisir d'amore, Ernesto a Don Pasquale, Fenton en Falstaff. A la dècada de 1960, va començar, potser imprudentment a evolucionar des d'una veu de líric-lleuger, fins a una de líric spinto, pel que va canviar també el repertori cap a papers de més pes, per ampliar el seu repertori cap a papers més pesats en l'òpera de Verdi i Puccini.
Oncina es va casar amb la soprano Tatiana Menotti.